# Portapak

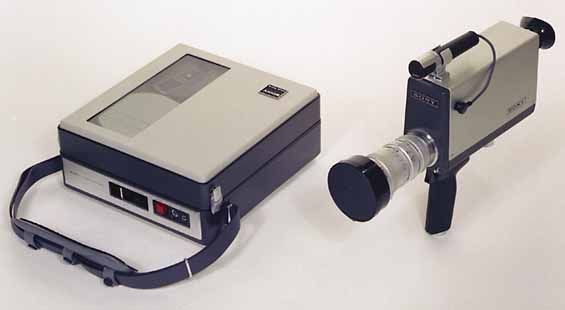
Sony AV-3400 Portapak

Portapak va ser el primer equip de vídeo portàtil. Estava compost per una càmera i un magnetoscopi. Va ser creat el 1967 per la companyia Sony, que va llançar al mercat el seu primer model DV-2400 Video Rover. Philips seria la següent en comercialitzar el seu propi model de Portapak un any després (1965). Aquest aparell permetia, tot i el seu pes elevat, que una sola persona pogués enregistrar en qualsevol localització. Poc després de la introducció al mercat del primer Portapak, les companyies JVC i Panasonic se sumarien a la producció dels seus propis models. A causa de la competència, van sorgir en el mercat nous models que presentaven millores tècniques, fet pel qual els portapaks cada vegada es van fer més lleugers i estables. Més tard, alguns models incorporarien l'enregistrament en color.

## Especificacions tècniques
El Portapak estava format per dos elements: un enregistrador de vídeo i un reproductor portàtil (magnetoscopi). El seu ús no era senzill a causa del seu pes. Si es realitzaven moviments bruscs o massa ràpids les imatges s'enregistraven tacades o borroses. L'aparell tampoc estava preparat per enfocar de manera directa a llums fortes o al sol, ja que es cremava el tub d'enregistrament. Les primeres portapak utilitzaven una cinta de bobina oberta de mitja polzada a diferència d'altres formats de vídeo professional que, en aquella època, es decantaven per cintes de dues polzades. Aquest detall tècnic va permetre incorporar als portapaks magnetoscopis més lleugers i, per tant, acostar-lo a l'ús particular. La codificació de les imatges enregistrades es feia en els formats NTSC i PAL. Les primeres portapaks tenien una capacitat d'emmagatzematge al voltant dels 30 minuts de pel·lícula.

## Tendències
La invenció de la Portapak va oferir per primera vegada la possibilitat que qualsevol persona filmés imatges i les veiés a continuació. El sistema va ser utilitzat per multitud d'artistes que van veure un ampli ventall de possibilitats per elaborar les seves obres des d'un nou vessant. L'aparició de la portapak va obrir una nova època en l'àmbit de l'art. Fins llavors els artistes havien estat realitzant les seves obres audiovisuals en cinema súper 8. La possibilitat d'esborrar i regravar que oferia la portapak va ser el fet que va propiciar que molts artistes optessin pel canvi de màquina. Mitjançant la portapak els artistes van començar a gravar les seves experiències i els seus treballs. Oferia un nou ventall de possibilitats creatives que va permetre als artistes crear un nou llenguatge específic del vídeo. També els artistes més compromesos van trobar en la portapak el mitjà idoni per mostrar el seu punt de vista als ciutadans respecte a la situació política i social de l'època. Els treballs dels activistes a través de la portapak els va permetre enfrontar-se als mitjans de comunicació, que fins llavors tenien el monopoli de la informació.

## Pioners del vídeoart[6]
Molta gent relaciona aquesta càmera amb el naixement del videoart i del "vídeo de guerrilla", ja que dotava a les masses i als individus del poder que fins ara només tenien les grans cadenes de televisió. Un sol home podia enregistrar qualsevol imatge o acte i ensenyar-la al món. És per això que Portapak ha esdevingut una peça de col·leccionisme. Nam June Paik va ser un dels primers a fer-la servir amb finalitats artístiques. El primer documental que es va enregistrar amb aquesta càmera va ser Lord of the Universe, el 1974.

### Nam June Paik
Considerat el principal pioner del vídeo de creació, va ser el primer artista a utilitzar una cinta de vídeo per a mostrar el seu art al públic. El seu primer treball amb la portapak va ser realitzat quan viatjava en un taxi i va gravar l'arribada del papa Pau VI en la seva visita a Nova York l'any 1965. A partir d'aquesta fita, l'artista coreà seguiria treballant la majoria de les seves obres mitjançant el format de vídeo. Durant anys va col·laborar amb la concertista Charlotte Moorman realitzant diverses performances, com per exemple “Concerto for TV Cello” (1971). Un altre vessant que explotaria Park mitjançant el vídeo seria l'àmbit de les videoescultures i les videoinstal·lacions. La primera obra en aquest àmbit va ser “Zen for TV” (1963), en què una televisió mostrava una senzilla línia vertical. Dos anys més tard mostraria al públic l'obra “Magnet TV” (1965), on va instal·lar un imant damunt un televisor per mostrar imatges distorsionades. El seu historial en el videoart és extens i en ell destaca l'obra que va presentar el 1974 titulada “Buddha TV”. La instal·lació consistia en una escultura de Buda col·locada davant un televisor i una càmera que el gravava en circuit tancat. Paik també va destacar en l'àmbit de la creació de pel·lícules i vídeos. Els seus primers treballs s'engloben dins la seva època de pertinença al grup “Fluxus” i la major part els va realitzar en col·laboració amb Jud Yalkut. En aquest període destaquen les obres “Guadalcanal Requiem” (1977-1979) i “Merce By Merce By Paik” (1978). En la seva trajectòria també destaca una obra de la dècada dels 70. Es tracta d'un vídeo en què Paik va muntar un collage on contraposava imatges d'Orient i d'Occident.

### Marina Abramovic

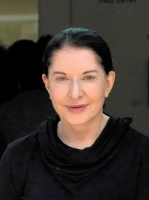
Marina Abramovic

Marina Abramovic, artista sèrbia nascuda el 1946 a Belgrad. Les obres presentades en la dècada dels 70 destaquen en la seva carrera artística. Al llarg de la seva col·labora especialment amb qui seria el seu marit, Frank Uwe Laysiepen, conegut artísticament com a Ulay. En aquesta col·laboració destaquen les obres "Relation in Space", "Relation in Movement" i "Death Self". El seu treball està molt centrat en el cos humà i utilitza el vídeo per captar les seves performances. És una artista transgressora, que ha presentat al llarg de la seva vida obres impactants com "Ritme 2" (1974), on l'artista prenia medicaments per comprovar la reacció del públic. A "Ritmes 0" (1974) va entregar multitud d'objectes al públic perquè fessin amb ells el que volguessin sobre el seu cos. Actualment segueix realitzant i documentant en vídeo les seves performances.

### Ulay
Nascut el 1943 a Solingen, Alemanya. El contingut de les seves obres es basa, majoritàriament, en la relació entre el cos humà, l'espai i la societat. Les seves obres més importants s'engloben en el període de col·laboració amb Marina Abramovic. El 1988 Ulay i Abramovic decideixen fer un viatge espiritual en què cada un d'ells va començar a caminar des d'un dels extrems de la Gran Muralla Xina fins a reunir-se en el centre del recorregut. L'obra artística d'Ulay està estretament lligada a la fotografia i el vídeo, formats amb els quals ha documentat les seves obres.

### Chris Burden
Chris Burden, artista nord-americà nascut el 1946 a Boston activament compromès amb la societat. La seva obra es basa en performances enregistrades on deixa palesa la seva confrontació amb la ciència i la política de l'època. Les seves peces van començar a tenir èxit a la dècada dels 70, coincidint amb l'aparició de la portapak, a causa de la seva controvèrsia. És coneguda la seva tendència a posar en risc la seva pròpia persona a través d'obres com "Shoot" (1971), "Deadman" (1972), "B.C. Mexico" (1973), "Fire Roll" (1973) i "Honest Labor" (1979).

### Bruce Nauman
Nauman, nascut a Fort Wayne - Indiana, posa l'atenció en el procés creatiu de les seves obres i el seu àmbit d'actuació principal és el de l'estructura. La majoria dels seus treballs es presenten a través de performances que il·lustra en vídeos. Una de les pel·lícules més destacades de la seva carrera és "Bouncing", en què presenta dues boles que es mouen amb ritmes canviants. Es tracta d'un artista que implica els espectadors en les seves obres i els fa partícips en el procés creatiu. Entre les obres destacades de Nauman es troben dos vídeos: "Wall-Floor Positions" (1969) i "Clown Torture" (1987).

### Vito Acconci
Els seus inicis com a poeta es traslladen a les galeries d'art. La seva obra se centra en l'objecte material on es desenvolupa un espai d'interacció entre ell mateix i els espectadors. Acconci va documentar les seves obres en format vídeo fins a 1980. La seva trajectòria també està fortament basada en performances en què empra el seu propi cos.

### Peter Campus
Peter Campus, l'artista nascut a Nova York el 1937, és un dels principals pioners en l'ús del vídeo per a presentar les seves obres. En els seus inicis Campus va exposar diverses videoinstal·lacions en circuit tancat, així com obres interactives que pretenien buscar la participació de l'espectador. La dècada dels 70 és una època prolífica on presenta multitud d'obres en format vídeo: "Kiva" (1971), "Interface" (1972), "Stasis" (1973), "Shadow Projection and Negative Crossing" (1974), "Mask Projections, lus and num" (1976) i "aen" (1977). En les dècades dels 80 i 90 l'artista es decanta per la fotografia i la imatge digital, però a finals de la dècada dels 90 i en el nou mil·lenni retorna al vídeo. En aquesta època, a través del vídeo digital, presenta obres tals com "Winter Journal" (1997), "By Degrees" (1998) i "Video Ergo Sum" (1999).